# Chalara vaccinii
Chalara vaccinii är en svampart som beskrevs av Lori M. Carris 1989. Chalara vaccinii ingår i släktet Chalara, divisionen sporsäcksvampar och riket svampar.   Inga underarter finns listade i Catalogue of Life.